# Magiritsa
Magiritsa es una sopa tradicional de la cocina griega elaborada principalmente con diferentes partes del cordero (interiores y casquería). 

## Características
El plato tiene gran asociación con las tradiciones de la Semana Santa de Iglesia ortodoxa ya que es con la que se rompe los 40 días de ayuno establecidos tras la resurrección de Cristo. Aparece a veces denominada como "sopa pascual" o "Sopa de Domingo Santo" o "sopa de cordero pascual". Se sirve caliente y acompañada de un Tsoureki (pan pascual).